# Rhyncholita nigroalba
Rhyncholita nigroalba là một loài bướm đêm trong họ Noctuidae.